# Schlatt (Turgovia)
Schlatt (toponimo tedesco) è un comune svizzero di 1 657 abitanti del Canton Turgovia, nel distretto di Frauenfeld.

## Storia
Il comune di Schlatt è stato istituito nel 1999 con l'aggregazione di comuni soppressi di Mett-Oberschlatt e Unterschlatt; fino al 2010 ha fatto parte del distretto di Diessenhofen.

## Società

### Evoluzione demografica
L'evoluzione demografica è riportata nella seguente tabella:
Abitanti censiti

## Geografia antropica

### Frazioni
- Mett-Oberschlatt
  - Fallentor
  - Mett-Schlatt
  - Oberschlatt
- Unterschlatt
  - Dickihof
  - Paradies

## Infrastrutture e trasporti
Schlatt è servito dall'omonima stazione sulla ferrovia Sciaffusa-Rorschach.